# Aleksandretta większa
Aleksandretta większa (Psittacula eupatria) – gatunek dużego ptaka z rodziny papug wschodnich (Psittaculidae), występujący na subkontynencie indyjskim, Półwyspie Indochińskim, introdukowany do Europy, na Bliski Wschód i do Japonii. Bliski zagrożenia wyginięciem.

## Taksonomia
Po raz pierwszy gatunek opisał Karol Linneusz w 1766 roku, przydzielając mu nazwę gatunkową Psittacus Eupatria. Holotyp pochodził z Gingee w stanie Tamilnadu w Indiach. Międzynarodowy Komitet Ornitologiczny (IOC) wyróżnia 5 podgatunków, podobnie jak i autorzy Handbook of the Birds of the World. Wyróżnienie części z nich może być jedynie efektem ekokliny, szczególnie P. e. nipalensis zdaje się być wątpliwym podgatunkiem.

## Podgatunki i zasięg występowania
IOC wyróżnia następujące podgatunki:
- P. e. nipalensis (Hodgson, 1836) – wschodni Afganistan i Pakistan[4] po Bangladesz
- P. e. eupatria (Linnaeus, 1766) – południowe Indie, Sri Lanka
- P. e. magnirostris (Ball, 1872) – Andamany, Wyspy Kokosowe[4]
- P. e. avensis (Kloss, 1917) – południowo-wschodnie Indie, północna Mjanma
- P. e. siamensis (Kloss, 1917) – północna i zachodnia Tajlandia, Indochiny

Gatunek introdukowano do Europy (Niemcy, Belgia, Holandia), na Bliski Wschód (Turcja, Bahrajn, Zjednoczone Emiraty Arabskie, Iran) i do centralnej Japonii. Jedyne współczesne doniesienia z Bangladeszu traktują o ptakach widzianych w stolicy – Dhace i prawdopodobnie dotyczą ptaków zbiegłych z niewoli.

## Morfologia
Długość ciała wynosi 50–62 cm, masa ciała 198–258 g. Ogółem upierzenie zielone; u samca podgatunku nominatywnego przez kantarek i oko przebiega czarny pasek. Pod policzkiem widoczny szeroki, czarny pas. Z tyłu szyi szeroka różowa półobroża. Na pokrywach lotek II rzędu widoczne czerwonopurpurowe pole. Nogawice szarozielone, dziób czerwony, tęczówka jasnożółta. U samicy upierzenie bardziej matowe, brak czarnego paska pod policzkiem. Przedstawiciele P. e. nipalensis wyróżniają się intensywniejszą zielenią upierzenia, szerszym paskiem pod policzkiem oraz niebieskawym upierzeniem potylicy i policzków; ponadto większe. U samców z podgatunku P. e. magnirostris nad różową półobrożą występuje cienki, niebieski pasek; do tego ptaki z podgatunku magnirostris są większe, mają masywniejszy dziób i intensywniejszy kolor barwnej plamy na skrzydle. U P. e. avensis samce jak u nipalensis, mają niebieski pasek nad różową półobrożą, szyję i wierzch ciała bardziej żółtozielone; samice jak u nipalensis, ale mniejsze. Samce z podgatunku P. e. siamensis jak u avensis, ale potylicę i kark cechuje niebieskawy odcień; plama na skrzydle jaśniejsza, intensywniej czerwona; przód głowy i szyja żółtawe.

## Ekologia
Aleksandretta większa zasiedla zarówno wilgotne jak i suche lasy, namorzyny, obszary uprawne i plantacje. Zwykle poniżej 900 m n.p.m., lokalnie do 1600 m n.p.m. W Kambodży występuje w suchych lasach o drzewach zrzucających liście i zniszczonych lasach po części wiecznie zielonych; do tego nadrzeczne zadrzewienia; spotykana na nizinach niżej 300 m n.p.m. Generalnie gatunek osiadły, w północnych Indiach stwierdzono lokalne migracje.
Odzywa się głośnym, ostrym, głębokim głosem, wydawanym także przez całe stada. Żywi się owocami (np. gujawy pospolitej Psidium guajava), warzywami, nasionami, nektarem (Salmalia, Butea i Erythrina), kwiatami i ich pączkami. W niektórych rejonach uznana za szkodnika – w Pakistanie około 70% diety tej papugi to materia roślinna pochodząca z upraw.

### Lęgi
Sezon trwa od listopada po kwiecień, zależnie od obszaru występowania. Gniazduje w dziuplach, także palm, bardzo rzadko w budynkach. W zniesieniu 2–4 jaja o wymiarach blisko 34 na 27 mm. Według danych z niewoli inkubacja trwa około 24 dni, a młode opierzają się w pełni po 7 tygodniach. W niewoli dożywa 25–30 lat.

## Status i zagrożenia
Przez IUCN gatunek klasyfikowany jest jako bliski zagrożenia (NT, Near Threatened). Wcześniej, od 1988 do 2012 włącznie, uznawany był za gatunek najmniejszej troski (LC, Least Concern). Zagrożeniem dla gatunku jest łapanie go i handel jako zwierzęciem domowym. Mimo że w Tajlandii gatunek niemal już nie gniazduje, w Bangkoku nadal można napotkać pisklęta na sprzedaż, prawdopodobnie jednak pochodzące z Kambodży. Możliwe, że w Gudźaracie aleksandretta większa pada ofiarą kłusownictwa ze strony lokalnej ludności. P. eupatria została uwzględniona w Załączniku II CITES.